# Longin Bartkowiak
Longin „Lo” Bartkowiak (ur. 23 stycznia 1971 w Chodzieży) – polski gitarzysta basowy, producent muzyczny.

## Projekty
- Strachy na Lachy (od początku w 2001[2], wcześniej pod nazwami Grabaż + Ktoś Tam Jeszcze oraz Grabaż i Strachy na Lachy)
- Pidżama Porno (od 2015 muzyk koncertowy, od 2019 na stałe w zespole);
- Na Górze (od 1997, udział na płytach "Kolorowomowa", Rre Generacja", "Satysfakcja", "Samotność", "Mieszanka wybuchowa")
- Miłka Malzahn
- The Cuts (udział na płycie "Syreny nad miastem")
- Inri
- Ikum Raz
- Doktor Wycior

## Udziały gościnne
- Millennium
- Jacaszek